# Balneoterapija
Balneoterapija (lat. balneum: kupelj + terapija)  je kompleksna terapijska disciplina koja za liječenje i rehabilitaciju koristi mineralne vode u prirodnim lječilištima (toplicama).

Jedna od najstarijih terapijskih metoda i prvih načina liječenja; jedina terapijska metoda koja je ostala nepromijenjena kroz stoljeća u svim zemljama, a tek u sadašnje doba dobiva svoje znanstveno priznanje.

Balneoterapija se preporučuje pacijentima s različitim tegobama i bolovima. Najčešće se ova vrsta terapije savjetuje pacijentima koji imaju problema s mišićno-koštanim sustavom a također se preporučuje bolesnicima sa bolestima živčanog sustava. Djelotvorna je i kod bolesti probavnog sustava i kod endokrinoloških bolesti.

Danas su posvuda u svijetu toplice (prirodna lječilišta) preoblikovane u suvremene rehabilitacijske centre, centre za zdravstveni turizam, aktivni odmor i rekreaciju.

## Kratka povijest balneoterapije
Iskopine u St. Moritzu govore o korištenju mineralnih voda za potrebe liječenja još u brončano doba, kada su se prirodni izvori smatrali sjedištem božanstva, a samo kupanje ili pijenje mineralne vode povezivalo se s religioznim obredom koji je ozdravljivao.

U starom vijeku, rimski liječnik Celije Aurelijan savjetovao je kupanje u termama i pijenje mineralne vode. U to vrijeme prirodni bazeni nastaju oko samih izvora, dok su kod Grka izvori bili kaptirani pa je voda s visine padala na kupače i kao tuš se puštala na bolesni dio tijela kako bi se lakše podnosila njezina visoka temperatura. 

Rimljani su poslije razvili tehniku hlađenja hipertermalnih voda u zidnim spremnicima. Oni su kupke u termalnoj vodi, parne kupelji i inhalacije uglavnom imali u prirodnim spiljama.

Kasnije su tehniku gradnje kupki od Rimljana preuzeli Arapi i dali im specifičan oblik koji su naslijedili Turci. Taj se oblik gradnje na istoku sačuvao do danas. 
Dajući važnost kupanju u tekućoj vodi, u tim je kupalištima termalna voda padala iz cijevi ili žlijeba u bazen iz kojeg je zatim otjecala prelijevanjem preko njegovih rubova. Uz bazen su građene prostorije za boravak prije i nakon kupki.

U srednjem vijeku, mineralne vode su se manje koristile. Njihov ponovni procvat slijedi u XVIII. stoljeću i traje do današnjih dana. 

Potkraj XVIII. st. uz pijenje same vode, sve se više koriste kupke u termalnoj vodi.

Početkom XIX. st. provedene su prve kvantitativne kemijske analize mineralne vode i prva tumačenja ljekovitog djelovanja mineralnih voda osobito termi na ljudski organizam.

## Prirodne mineralne vode
Prirodne mineralne vode su prirodni ljekoviti činitelji. To je posebna vrsta podzemnih voda koje izbijaju na površinu zemlje u vidu izvora. Sadrže otopljene minerale ili plinove. Njihovo ljekovito svojstvo prvo je utvrđeno iskustvom, a tek mnogo kasnije kliničkim istraživanjima. 

Prirodna mineralna voda mora imati slijedeće karakteristike:

1° izvor vode je prirodan

2° voda ima prehrambeno-fiziološke učinke

3° količina minerala je 1 g/L vode

4° sastav i temperatura ne smiju odstupati više od 20 %

5° voda se ne smije tehnološki obrađivati

6° voda se ne smije dezinficirati

### Podjela mineralnih voda
Prema porijeklu:

1° Vadozne mineralne vode…su površinske vode koje nastaju od atmosferskih padalina koje dospijevaju u podzemne nepropusne slojeve

2° Juvenilne mineralne vode…su dubinske vode koje su rezultat magmatske aktivnosti 

3° Fosilne mineralne vode…su zarobljene vode čija je količina ograničena

Prema temperaturi:

1° Hladne (< 20 °C)

2° Hipotermalne (20 °C ÷ 34 °C)

3° Izotermalne (34 °C ÷ 37 °C)

4° Hipertermalne (> 38 °C)

Klasifikacija mineralnih voda po Quentinu (1962.)
I. grupa: vode koje sadrže više 1 g/L otopljenih čvrstih tvari:
1° Hidrokarbonatne vode: natrij hidrokarbonatne (alkalne) i kalcij magnezij hidrokarbonatne (zemnoalkalne)
2° Sulfatne vode: natrij-sulfatne (salinične) i magnezij-sulfatne (gorke)
3° Kloridne vode: natrij-kloridne (murijatične ili slane)

II. grupa: vode čiji su sastojci biološki aktivniji u manjim količinama:
 
1° Sumporovite vode (min. 1 mg/L sumpora)
 
2° Jodne vode (min. 1 mg/L joda)
 
3° Željezne vode (min. 10 mg/L željeza)
 
4° Arsenske vode (min. 0,7 mg/L arsena)
 
5° Litijske vode (min. 1 mg/L litija)
 
6° Fluoridne vode (min. 2 mg/L fluora)

III. grupa: mineralne vode sa otopljenim plinovima
1° Ugljenokisele vode...sadrže više od 1 g/L slobodnog ugljik-dioksida
2° Radioaktivne vode...sadrže najmanje 50 Bq/L radioaktivne supstance

IV. grupa: mineralne vode sa sadržajem otopljenih čvrstih tvari manje od 1 g/L
1° Akratoterme ili divlje vode ...imaju temperaturu višu od 20 °C 
2° Akratopege...imaju temperaturu ispod 20 °C  
Izvorska pitka voda ima iste karakteristike kao i prirodna mineralna voda osim što se od nje razlikuje mineralizacijom.

Termalne vode su vode koje na izvoru imaju temperaturu iznad 20 °C bez obzira imaju li ili nemaju mineralizaciju. Temperatura ovih voda predstavlja najvažnije fizičko svojstvo.

### Metode liječenja uz pomoć prirodnih mineralnih voda
Djelovanje prirodnih ljekovitih faktora može biti

1° Preventivno…povećavaju otpornost organizma na faktore koji štetno djeluju

2° Kurativno…smanjuju ili otklanjaju patološke promjene i učestvuju u liječenju

Terapija u toplicama se provodi:

1° Kupanjem u mineralnoj vodi

2° Pijenjem mineralne vode

3° Oblaganjem peloidom ili u peloidnim kupkama

4° Inhaliranjem ljekovitih plinova

Terapija u klimatskim lječilištima se provodi primjenom klimatskih faktora kroz:

1° Aeroterapiju…liječenje klimom

2° Helioterapiju…liječenje prirodnim Sunčevim zračenjem

3° Kupanjem u morskoj vodi

4° Psamoterapiju…terapija toplim pijeskom

## Peloidoterapija
Peloid (ljekovito blato) je geološki stvoreni produkt iz neorganskih i/ili organskih tvari, koji se može koristiti za liječenje u obliku kupanja ili oblaganja. On u pravilu sadrži terapijski aktivne tvari (soli, plinove, biostimulatore) i žive mikroorganizme.

Svi peloidi stvaraju homogenu plastičnu masu kada se miješaju sa vodom, dobro prianjaju uz tijelo, imaju relativno veliki toplinski kapacitet i malu toplinsku vodljivost te mogu dugo zadržavati toplinu.

Klasifikacija peloida prema porijeklu

1° Prirodni peloidi…(mulj, sapropel, treset, fango i izvorski peloid) nastaju taloženjem raspadnutih, trulih organskih i neorganskih materija

2° Umjetni peloidi…su prerađevine peloida koje se koriste izvan lječilišta

Djelovanje peloida je toplinsko (mogu se primijeniti na visokoj temperaturi), mehaničko (ispoljava se u peloidnim kupkama) i kemijsko (neke tvari koje se nalaze u peloidu – sumpor, ugljik-dioksid, radon prolaze kroz kožu i ulaze u potkožno tkivo i cirkulaciju i ispoljavaju svoje farmakološko djelovanje).

Uslijed ovih djelovanja peloida dolazi do vazodilatacije (proširenje krvnih žila), povećava se cirkulacija krvi i limfe, dolazi do smanjenja bola i otoka, vrši se regeneracija tkiva, smanjuje se lokalni upalni proces i spazam mišića.

## Talasoterapija
Talasoterapija (grč. ϑάλασσα: more + terapija), medicinska primjena svih ljekovitih čimbenika mora i primorja.

Ljekoviti čimbenici su podijeljeni u 3 skupine:

1° Termijsko-higrični sklop… koji čine morska voda i zrak, vjetrovi, Sunčevo zračenje i primjena ugrijanoga pijeska (psamoterapija)

2° Aktinički sklop… koji čini bioaktivno ozračivanje infracrvenim, ultraljubičastim i vidljivim zrakama Sunčeva spektra, djelovanje kojih je u priobalju jače zbog odraza s morske površine

3° Aerični sklop… koji obuhvaća posebnost sastava zraka, tj. odsutnost štetnih tvari, napose smoga, a prisutnost aerosola (natrijeva klorida, magnezija, joda i dr.), eteričnih ulja iz raslinja (lavanda, bor, ružmarin) itd.

Morska voda služi za kupanje, plivanje i vježbanje (zbog veće gustoće pruža veći otpor i ima izrazitiji uzgon). Klima primorskih krajeva koristi se za zračne kupke, sunčanje, inhalacije zraka, a gdje je poželjno (s obzirom na bolest), poduzimaju se šetnje i terenske kure hodanja.

Morska voda je vrlo složenog sastava, od iona kristala i koloida. U njoj je otkriveno nešto manje od 100 kemijskih elemenata i to od kationa: kalij, natrij, kalcij, magnezij, a od aniona: klor, brom, dušični spojevi, fosfati.

Pri kupanju u moru organizam je izložen:

1° Termičkom djelovanju

2° Mehaničkom djelovanju hidrostatskog tlaka i potiska

3° Efektu hidromasaže (udaraca valova, kao i otporu za vrijeme kupanja i plivanja) 

4° Kemijskom djelovanju (morska voda djeluje kemijskim sastojcima koji se resorbiraju kroz kožu) 

U morskoj vodi su sadržani gotovo svi elementi iz prirode. Jedna litra morske vode ima oko 35 g raznih otopljenih soli.

More ima veliko elektromagnetsko energetsko polje i prirodno puni i obnavlja ljudski energetski sustav. To pridonosi procesu obnove i čišćenja organizma. Morski zrak napunjen negativnim ionima također pomaže detoksikaciji krvi i tkiva i olakšava otklanjanje otpada.

Morska sol ima efekta samo u morskoj vodi. Ne može se zamijeniti morskom soli koja se proizvodi u komercijalne svrhe. Kupovna morska sol je lišena svojih prirodnih minerala i elemenata u tragovima i nema zdrav utjecaj na tijelo. More je jedinstveno i ne može se na nikakav način proizvesti.

Talasoterapija se primjenjuje u okviru liječenja i rehabilitacije, osobito kod nekih alergijskih, kožnih i reumatskih bolesti, za brži oporavak u rekonvalescenciji, ali se preporučuje i zdravima za rekreaciju, osobito u obliku zdravstvenog turizma.